# Michael Harney
Michael Harney (Bronx, 27 de março de 1956) é um ator estadunidense, conhecido por participar de Deadwood e Orange Is the New Black.

## Filmografia

### Cinema
| Ano  | Título             | Papel                 |
| ---- | ------------------ | --------------------- |
| 1993 | Italian Movie      | Mike                  |
| 1996 | Gone in the Night  | Richard Daley Jr.     |
| 1997 | Turbulence         | Marshal Marty Douglas |
| 1997 | NightMan           |                       |
| 1999 | The '60s           | Tom Gryzbowski        |
| 1999 | Millennium Man     | Lt. Col. Brody        |
| 2000 | Sonic Impact       | Mark Travis           |
| 2000 | Erin Brockovich    | Pete Jensen           |
| 2001 | Warden of Red Rock | Henry Masters         |
| 2003 | Shade              | Micky Swift           |
| 2007 | Captivity          | Det. Bettiger         |
| 2007 | Ocean's Thirteen   | Blackjack Pit Boss    |
| 2008 | The Onion Movie    | Detetive              |
| 2010 | Salvation Road     | Douglas Moorland      |
| 2013 | hIMPERFECT         | Pop                   |

### Televisão
| Ano  | Título                     | Papel                        |
| ---- | -------------------------- | ---------------------------- |
| 1992 | Law & Order                | Detetive Gullikson           |
| 1993 | NYPD Blue                  | Det. Mike Roberts            |
| 1994 | L.A. Law                   | Mr. Justin                   |
| 1994 | Law & Order                | Aaron Packard                |
| 1994 | The Cosby Mysteries        | Mike Principe                |
| 1995 | The Great Defender         | Clark                        |
| 1995 | New York News              |                              |
| 1995 | Space: Above and Beyond    | Questioner                   |
| 1995 | Dead by Sunset             | Det. John Raines             |
| 1996 | The Burning Zone           | Mr. Davis                    |
| 1996 | Viper                      |                              |
| 1997 | The Practice               | A.D.A. Walt Frazier          |
| 1997 | Law & Order                | Lt. Stu Miller               |
| 1997 | The Pretender              | Marshal Bob Garrison         |
| 1997 | Diagnosis Murder           | Kurt Vaughn                  |
| 1997 | Night Man                  | Mr. Krueger                  |
| 1997 | Total Security             | Charlie Kiplinger            |
| 1997 | The Visitor                | Warden Burke                 |
| 1998 | Pensacola: Wings of Gold   | Agente da FBI                |
| 1998 | Star Trek: Deep Space Nine | Chadwick                     |
| 1998 | Chicago Hope               | Chuck Lutsky                 |
| 1997 | Vengeance Unlimited        | Officer Carl Witherspoon     |
| 1998 | Brimstone                  | Det. Charlie Hirrsh          |
| 1998 | Touched by an Angel        | Carl                         |
| 1999 | Seven Days                 | Pierce Nolland               |
| 1999 | ER                         | Mr. Stehly                   |
| 2000 | Profiler                   | Mike Caldare                 |
| 2000 | Walker, Texas Ranger       | Bart Slocum                  |
| 2000 | Buffy the Vampire Slayer   | Pai de Xander                |
| 2000 | Bull                       | Frank Durski                 |
| 2000 | Strong Medicine            | Edward Duke                  |
| 2001 | Nash Bridges               | Jerry Stevens                |
| 2001 | Boston Public              | Mr. Pierce                   |
| 2001 | The Fugitive               | Detective DeVries            |
| 2001 | The Invisible Man          | Malachi Royce                |
| 2002 | Crossing Jordan            | John Morrissey               |
| 2002 | JAG                        | Barman                       |
| 2003 | Tremors                    | Gene Fallon                  |
| 2003 | The Division               | Bob Willets                  |
| 2004 | Cold Case                  | Charlie Rinzler              |
| 2005 | Without a Trace            | Detective Roberts            |
| 2005 | Deadwood                   | Steve                        |
| 2006 | Vanished                   | Robert Rubia / Roberta Rubia |
| 2007 | Lincoln Heights            | SWAT Commander               |
| 2007 | Smith                      | Stu Binder                   |
| 2007 | The Unit                   | Crew Chief                   |
| 2007 | Life                       | John Garrity                 |
| 2007 | K-Ville                    | Burt Reynolds                |
| 2008 | Criminal Minds             | Pat Mannan                   |
| 2008 | Raising the Bar            | Detective Robert Dougherty   |
| 2008 | Saving Grace               | Jerry Carver                 |
| 2009 | Numb3rs                    | U.S. Marshal                 |
| 2009 | Lie to Me                  | Elliot Greene                |
| 2010 | Persons Unknown            | Sam Edick                    |
| 2010 | NCIS: Los Angeles          | LAPD Detective Frank Scarli  |
| 2010 | The Defenders              | Sergeant Smith               |
| 2011 | Weeds                      | Det. Mitch Ouellette         |
| 2012 | Vegas                      | Leo Farwood                  |
| 2013 | Orange Is the New Black    | Sam Healy                    |
| 2014 | True Detective             | Steve Geraci                 |
| 2015 | Suits                      | Joe Henderson                |
| 2016 | Chicago Med                | Dr. Ron Unger                |